# Магнитная фокусировка (физика твёрдого тела)
Магнитная фокусировка — концентрация потока электронов (квазичастиц) из одного точечного контакта в другой с помощью магнитного поля. Электроны в металлах можно рассматривать как квазичастицы свободно движущиеся в кристалле, подобно свободным электронам. Значит на их движение должно влиять внешнее магнитное поле по аналогии с пучками заряженных частиц в вакууме. Фокусировка электронов в чистых материалах (монокристаллах), где их длина свободного пробега сравнима с расстоянием между контактами, позволяет исследовать рассеяние локализованных в одной точке поверхности Ферми группы квазичастиц.

## Качественное объяснение

### Продольная фокусировка

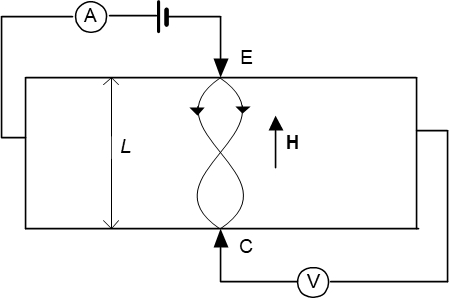
Рис. 1. Схема наблюдения продольной фокусировки электронов.

Возможность осуществления магнитной фокусировки в твёрдом теле предположил Ю. В. Шарвин в 1965 году, который совместно с Л. М. Фишером позже наблюдал продольную (магнитное поле параллельно линии, соединяющей контакты) электронную фокусировку в тонкой металлической плёнке. В их эксперименте два микроконтакта эмиттер и коллектор располагались напротив друг друга на разных сторонах тонкой металлической плёнки (Рис. 1).
При продольной фокусировке величина магнитного поля Н, при котором электроны, вылетевшие из эмиттера E, фокусируются на коллекторе C, определяется из условия кратности периоду движения T времени движения из контакта в контакт,
{\displaystyle L=n{{v}_{H}}T\,,}
где L — расстояние между контактами (толщина пластины), а T=2π/ωc определеяется циклотронной частотой — {\displaystyle \omega _{c}={\frac {eH}{m_{c}c}}}, mc — циклотронная масса, vH — составляющая скорости электрона вдоль магнитного поля, n=1,2,3….
На коллекторе фокусируется максимальное число электронов при экстремальных значениях его смещения вдоль магнитного поля за период
{\displaystyle {{\left({{v}_{H}}T\right)}_{extr}}={\frac {c}{eH}}{{\left({\frac {\partial S}{\partial {{p}_{H}}}}\right)}_{extr}}\,,}
где {\displaystyle S} — сечение поверхности Ферми плоскостью постоянного значения импульса электрона вдоль магнитного поля {\displaystyle {{p}_{H}}=const}. Соответственно, особенности на зависимости потенциала {\displaystyle V(H)} на коллекторе от магнитного поля возникают в особых точках функции {\displaystyle {{\left({\frac {\partial S}{\partial {p_{H}}}}\right)}_{extr}}}, для которых вторая производная обращается в ноль {\displaystyle {\frac {\partial ^{2}S}{\partial p_{H}^{2}}}=0}. Кроме того, число фокусируемых электронов максимально для краевых значений {\displaystyle p_{H}}, соответствующих эллиптическим точкам экстремума на поверхности Ферми, в которых {\displaystyle {\frac {{{\partial }^{2}}S}{\partial p_{H}^{2}}}\neq 0}, а {\displaystyle {\frac {\partial S}{\partial {{p}_{H}}}}={\frac {2\pi }{\sqrt {K}}}}, где K — гауссова кривизна.

### Поперечная фокусировка

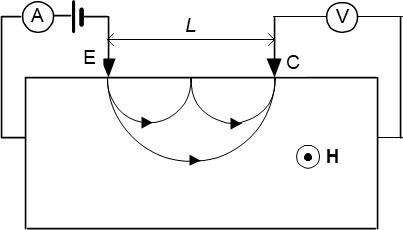
Рис. 2. Схема наблюдения поперечной фокусировки электронов.

Электронный транспорт в поперечном магнитном поле впервые рассмотрел Брайан Пиппард 1965 году. Однако его метод не использовал точечные контакты. Современная реализация магнитной фокусировки электронов в металле с двумя микроконтактами была предложена В. С. Цоем в 1974 году. В геометрии экспериментов В. С. Цоя по поперечной магнитной фокусировке два точечных контакта располагаются на одной поверхности металла, а магнитное поле параллельно поверхности и направлено перпендикулярно соединяющей контакты линии (Рис. 2).
При поперечной фокусировке электроны, инжектированные эмиттером E, фокусируются на коллекторе C, если на расстоянии между контактами L укладывается целое число хорд сегментов траекторий электронов ΔR, «скачущих» вдоль поверхности, {\displaystyle L=n\Delta R}, а дрейф орбиты вдоль магнитного поля отсутствует, {\displaystyle {{v}_{H}}=0}, где {\displaystyle \Delta R={\frac {c{{D(\gamma ,p_{H})}_{\bot }}}{eH}}}, {\displaystyle {{D}_{\bot }}} — хорда поверхности Ферми в направлении нормали к границе, {\displaystyle \gamma } — фаза электрона на циклотронной траектории, с которой электрон «стартует» из эмиттера.
Число попадающих в коллектор электронов максимально, если условие поперечной фокусировки выполнено для носителей заряда, соответствующих экстремальному диаметру поверхности Ферми {\displaystyle D_{\perp extr}}, для которого {\displaystyle {\frac {\partial {{D}_{\bot }}}{\partial {{p}_{H}}}}={\frac {\partial {{D}_{\bot }}}{\partial \gamma }}=0}.

## Двумерные системы
Впервые магнитная фокусировка электронов в думерной системе наблюдалась в 1989 году в гетероструктуре с двумерным электронным газом на основе GaAs/AlGaAs. В работе использовалась система квантовых точечных контактов для измерения нелокального электронного транспорта в четырёхконтактных образцах.
Магнитная фокусировка (электронов или дырок) может наблюдаться в графене, двухслойном графене и трёхслойном графене, где позволяет исследовать зонную структуру материала.